# 1A busz (Kőszeg, megszűnt)
A kőszegi 1A busz a Vasútállomás és a Szabóhegy megállóhelyek között közlekedett 2013. január 1-ig. A vonalon Ikarus 263 és MAN SL 283 típusú szólóbuszok közlekedtek. A vonalat a Vasi Volán Zrt. üzemeltette.

## Közlekedése
Hétköznap és szombaton 3 járatpár indult. Vasárnap csak 2 járatpár.
A buszok csak a nyári időszámítás alatt közlekedtek ezen a vonalon. A téli időszámításban 1C jelzéssel közlekedtek rövidített útvonalon a Károlyi Mihály útig.

## Útvonala

### Szabóhegy felé
Vasútállomás - Rákóczi Ferenc utca - Munkácsy Mihály utca - Rákóczi Ferenc utca - Temető utca - Szabóhegyi út - Panoráma körút - Szabóhegy

### Vasútállomás felé
Szabóhegy - Panoráma körút - Szabóhegyi út - Temető utca - Rákóczi Ferenc utca - Vasútállomás

## Megállói

### Szabóhegy felé
| Megállóhely neve   | Menetidő |
| ------------------ | -------- |
| Vasútállomás       | 0        |
| Bútorszövetgyár    | 2        |
| Rohonci u.         | 3        |
| Hősi Emlékmű       | 4        |
| Rákóczi út         | 5        |
| Temető u.          | 6        |
| Károlyi Mihály út  | 7        |
| Kenyérhegy         | 9        |
| Vízmű, bejárati út | 11       |
| Szabóhegy          | 13       |

### Vasútállomás felé
| Megállóhely neve  | Menetidő |
| ----------------- | -------- |
| Szabóhegy         | 0        |
| Kenyérhegy        | 4        |
| Károlyi Mihály út | 6        |
| Temető u.         | 7        |
| Rákóczi út        | 9        |
| Hősi Emlékmű      | 10       |
| Rohonci u.        | 11       |
| Bútorszövetgyár   | 12       |
| Vasútállomás      | 13       |

## Menetrend

### Vasútállomástól indul
| Óra | Munkanapokon | Szabadnapokon | Munkaszüneti napokon |
| --- | ------------ | ------------- | -------------------- |
| 7   | 40           | -             | -                    |
| 8   | -            | 30            | 30                   |
| 10  | 30           | 30            | -                    |
| 14  | -            | 30            | 30                   |
| 15  | 40           | -             | -                    |

A járatok csak a nyári időszámítás tartama alatt közlekednek!

### Szabóhegyről indul
| Óra | Munkanapokon | Szabadnapokon | Munkaszüneti napokon |
| --- | ------------ | ------------- | -------------------- |
| 7   | 55           | -             | -                    |
| 10  | 45           | 10, 45        | 10                   |
| 15  | -            | 20            | 20                   |
| 16  | 10           | -             | -                    |

A járatok csak a nyári időszámítás tartama alatt közlekednek!